# Daniel Norling
Lars Daniel Norling (ur. 16 stycznia 1888 w Sztokholmie, zm. 28 sierpnia 1958 w Malmö) – szwedzki sportowiec, trzykrotny olimpijczyk. Brat Axela.
Na Igrzyskach zadebiutował w ich letniej edycji z 1908 w Londynie, gdzie zdobył złoty medal w drużynowych zawodach gimnastycznych. Podobnie na Igrzyskach w 1912, zorganizowanych w Sztokholmie, gdzie zajął pierwsze miejsce w drużynowych ćwiczeniach „szwedzkich”. Osiem lat później wziął udział w Igrzyskach 1920 w Antwerpii. Jadąc na koniu Eros II zdobył złoty medal w drużynowych skokach.